# Saint-Maximin (Isèra)
Saint-Maximin és un municipi francès situat al departament de la Isèra i a la regió d'Alvèrnia-Roine-Alps. L'any 2007 tenia 610 habitants.

## Demografia

### Població
El 2007 la població de fet de Saint-Maximin era de 610 persones. Hi havia 249 famílies de les quals 59 eren unipersonals (31 homes vivint sols i 28 dones vivint soles), 87 parelles sense fills, 91 parelles amb fills i 12 famílies monoparentals amb fills.
La població ha evolucionat segons el següent gràfic:
Habitants censats

### Habitatges
El 2007 hi havia 282 habitatges, 249 eren l'habitatge principal de la família, 22 eren segones residències i 12 estaven desocupats. 270 eren cases i 13 eren apartaments. Dels 249 habitatges principals, 214 estaven ocupats pels seus propietaris, 27 estaven llogats i ocupats pels llogaters i 9 estaven cedits a títol gratuït; 10 tenien dues cambres, 32 en tenien tres, 51 en tenien quatre i 155 en tenien cinc o més. 224 habitatges disposaven pel capbaix d'una plaça de pàrquing. A 77 habitatges hi havia un automòbil i a 152 n'hi havia dos o més.

### Piràmide de població
La piràmide de població per edats i sexe el 2009 era:
| Homes | Edats   | Dones |
| ----- | ------- | ----- |
| 0     | 95 o +  | 0     |
| 0     | 90 a 94 | 4     |
| 0     | 85 a 89 | 0     |
| 0     | 80 a 84 | 0     |
| 12    | 75 a 79 | 16    |
| 16    | 70 a 74 | 12    |
| 12    | 65 a 69 | 24    |
| 4     | 60 a 64 | 16    |
| 12    | 55 a 59 | 16    |
| 16    | 50 a 54 | 16    |
| 32    | 45 a 49 | 28    |
| 32    | 40 a 44 | 28    |
| 16    | 35 a 39 | 24    |
| 20    | 30 a 34 | 8     |
| 20    | 25 a 29 | 24    |
| 4     | 20 a 24 | 16    |
| 12    | 15 a 19 | 20    |
| 32    | 10 a 14 | 12    |
| 16    | 5 a 9   | 20    |
| 16    | 0 a 4   | 4     |

## Economia
El 2007 la població en edat de treballar era de 386 persones, 295 eren actives i 91 eren inactives. De les 295 persones actives 277 estaven ocupades (153 homes i 124 dones) i 18 estaven aturades (10 homes i 8 dones). De les 91 persones inactives 29 estaven jubilades, 33 estaven estudiant i 29 estaven classificades com a «altres inactius».

### Ingressos
El 2009 a Saint-Maximin hi havia 266 unitats fiscals que integraven 657 persones, la mediana anual d'ingressos fiscals per persona era de 20.919 €.

### Activitats econòmiques
Dels 24 establiments que hi havia el 2007, 2 eren d'empreses de fabricació d'altres productes industrials, 8 d'empreses de construcció, 1 d'una empresa de comerç i reparació d'automòbils, 1 d'una empresa d'informació i comunicació, 1 d'una empresa immobiliària, 5 d'empreses de serveis, 3 d'entitats de l'administració pública i 3 d'empreses classificades com a «altres activitats de serveis».
Dels 7 establiments de servei als particulars que hi havia el 2009, 1 era un taller de reparació d'automòbils i de material agrícola, 1 paleta, 1 guixaire pintor, 1 fusteria, 1 lampisteria, 1 electricista i 1 empresa de construcció.
L'any 2000 a Saint-Maximin hi havia 18 explotacions agrícoles que ocupaven un total de 135 hectàrees.

## Equipaments sanitaris i escolars
El 2009 hi havia una escola elemental.

## Poblacions més properes
El següent diagrama mostra les poblacions més properes.